# Jogos Olímpicos de Verão da Juventude de 2026
Os Jogos Olímpicos de Verão da Juventude de 2026 (em francês: Jeux olympiques de la jeunesse d'été de 2026) vão ser a quarta edição dos Jogos Olímpicos de Verão da Juventude, festival internacional desportivo, educacional e cultural para os jovens atletas.
O evento estava marcado para acontecer em 2022, mas durante a 127ª Sessão do COI ficou decidido que a partir da quarta edição os Jogos não seriam mais realizados em um ano olímpico, fazendo com que esta edição fosse adiada para 2023. À época, o Comitê Olímpico Internacional estava conversando individualmente com as cidades interessadas para organizar o evento. Posteriormente o COI anunciou que a decisão de adiar os Jogos em um ano foi revertida, e juntamente a essa decisão, a própria instituição, recomendou a realização desta edição na África. A decisão foi confirmada e ratificada durante a 132ª Sessão do COI, realizada em Seul. A cidade-sede desta edição foi anunciada na sessão seguinte da entidade em Buenos Aires, Argentina, sendo atribuída a Dakar, no Senegal.
Porém, devido à pandemia de COVID-19 que afetou a realização de diversas competições esportivas, inclusive o adiamento dos Jogos Olímpicos convencionais de 2020 para 2021, o COI em comum acordo com o comitê organizador de Dakar resolveu adiar a competição para 2026.

## Candidaturas

### Confirmadas
- Gaborone, Botsuana

Depois de sediar os Jogos Africanos da Juventude de 2014 na capital e maior cidade do Botsuana, o Comitê Olímpico Nacional de Botsuana estava considerando se candidatar para outras competições, como os Campeonatos Africanos de Atletismo e Natação e as Olimpíadas da Juventude de 2022. Lassana Palenfo, presidente da Associação de Comités Olímpicos Nacionais da África, sugeriu uma candidatura africana conjunta entre África do Sul, Angola e Botsuana.
- Dakar, Senegal

Em 6 de fevereiro de 2018, o Senegal declarou publicamente que tem interesse em sediar os Jogos. O Presidente do Comitê Olímpico do Senegal, Mamadou Ndiaye disse que o país havia terminado a reforma e construção de diversos locais esportivos.

### Potenciais candidaturas
- Hong Kong

Em 2015, Pang Chung, ex-secretário-geral da Federação Desportiva e Comité Olímpico de Hong Kong, que ainda é conselheiro do organismo, afirmou que as Olimpíadas da Juventude de 2022 seriam perfeitas para Hong Kong. Disse também que os Jogos da Ásia Oriental de 2009 mostraram que a região pode sediar um evento multiesportivo. Pang ainda ressaltava o aumento do impacto do esporte na região, caso Pequim fosse escolhida a sede dos Jogos Olímpicos de Inverno de 2022. Hong Kong já apresentou uma candidatura aos Jogos Asiáticos de 2006 e não conseguiu apresentar a candidatura à edição de 2022 que serão também realizados na China.
- Roterdã, Países Baixos

A Prefeitura de Roterdã iria realizar um estudo para avaliar se a cidade deveria se candidatar aos Jogos Olímpicos da Juventude de 2022. André Bolhuis, Presidente do Comitê Olímpico Holandês, admitiu que o organismo veria com bons olhos receber o evento em Roterdã. Na edição de 2018 a cidade não conseguiu tornar-se candidata.
- Munique, Alemanha

Em Fevereiro de 2016, o partido Die Linke, juntamente com o Partido Democrata Ecológico (ODP) da Alemanha enviaram uma carta ao presidente da Câmara Municipal de Munique, Dieter Reiter, para considerar uma possível candidatura aos JOJ.
- Kazan, Rússia [13]

- Budapeste, Hungria
- Nova Iorque, Estados Unidos
- Abuja, Nigéria
- Tunes, Turquia

### Candidaturas canceladas
- Monterrey, México

Em Abril de 2016 a Fundação Olímpica da Cidade de Monterrey anunciou que a cidade desistiu de candidatar aos JOJ de 2023 como tinha originalmente planeado. Tentou candidatar-se às edições de 2014 e 2018, mas em ambas as ocasiões o Comité Olímpico Mexicano escolheu apresentar Guadalajara como candidata.

## Infraestrutura

### Locais de competição
Ao todo, as competições estão previstas para acontecerem em três clusters diferentes.
| Instalações esportivas         | Instalações esportivas |
| Local                          | Modalidades |
| ------------------------------ | --- |
| Dacar (centro)                 | |
| Complexe Tour De L'Œuf         | Saltos ornamentais Natação Basquetebol 3x3 Breakdancing Beisebol 5x5 Skate                                                          |
| Complexo Iba Mar Diop          | Atletismo Boxe Futsal (preliminares) Rugby sevens                                                                                   |
| Corniche West                  | Caratê Luta Ciclismo de pista Tiro desportivo Tênis Surfe Escalada Hóquei sobre a grama Golfe Pentatlo Moderno Levantamento de peso |
| Diamniadio                     | |
| Estádio Olímpico de Diamniadio | Cerimônias Tiro com arco |
| Dakar Arena                    | Badminton Futsal (fase final) |
| Dakar Expo Center              | Esgrima Taekwondo Tênis de Mesa Wushu Ginástica Judô                                                                                |
| Centro de Equestre             | Hipismo |
| Sally                          | |
| Praia de Sally                 | Voleibol de praia Canoagem Vela Handebol de areia Luta na areia Triatlo                                                             |

## Esportes
Os Jogos Olímpicos de Verão da Juventude de 2026 contarão com 244 eventos em 35 esportes. O Comitê Olímpico Internacional aprovou o programa dos jogos em 17 de outubro de 2018. Breakdance, skate, escalada, surfe e caratê se juntarão aos 28 esportes principais. Pela primeira vez não haverá eventos de equipes mistas (NOCs), sendo 1 evento aberto (hipismo), além de 115 eventos masculinos e 115 eventos femininos. Beisebol5 e wushu foram posteriormente adicionados como esportes opcionais, com o primeiro sendo um evento misto.
| - Andebol de praia (2) - Atletismo (38) - Badminton (3) - Basquetebol (2) (1) - Boxe (10) - Breaking (2) - Canoagem (8) - Caratê (6) - Ciclismo (7) - Escalada desportiva (2) - Esgrima (6) - Futsal (2) - Golfe (3) - Ginástica - Ginástica artística (12) - Ginástica rítmica (2) - Halterofilismo (12) - Hipismo (1) | - Hóquei em campo (2) - Judô (8) - Lutas (18) - Natação (34) - Pentatlo moderno (3) - Remo (5) - Rugby sevens (2) - Saltos ornamentais (4) - Skate (2) - Surfe (2) - Taekwondo (11) - Tênis (5) - Ténis de mesa (3) - Tiro (6) - Tiro com arco (3) - Triatlo (3) - Vela (6) - Voleibol de praia (2) |

Nota 1:  Na modalidade 3 por 3 (3-on-3);

### Esportes opcionais
- Beisebol  (1)(1)
- Wushu  (4)

Nota 1:  Na modalidade 5;

## Calendário
A ser anunciado.

## Países participantes
Um total de 204 Comitês Olímpicos Nacionais estão previstos para participar desta edição. 
| Lista de países participantes |
| --- |
| - AFG Afeganistão - RSA África do Sul - ALB Albânia - GER Alemanha - AND Andorra - ANG Angola - ANT Antígua e Barbuda - KSA Arábia Saudita - ALG Argélia - ARG Argentina - ARM Armênia - ARU Aruba - AUS Austrália - AUT Áustria - AZE Azerbaijão - BAH Bahamas - BRN Bahrein - BAN Bangladesh - BAR Barbados - BEL Bélgica - BIZ Belize - BEN Benim - BER Bermudas - BOL Bolívia - BIH Bósnia e Herzegovina - BOT Botsuana - BRA Brasil - BRU Brunei - BUL Bulgária - BUR Burquina Fasso - BDI Burundi - BHU Butão - CPV Cabo Verde - CMR Camarões - CAM Camboja - CAN Canadá - QAT Catar - KAZ Cazaquistão - CHA Chade - CHI Chile - CHN China - CYP Chipre - COL Colômbia - COM Comores - CGO Congo - PRK Coreia do Norte - KOR Coreia do Sul - CIV Costa do Marfim - CRC Costa Rica - CRO Croácia - CUB Cuba - DEN Dinamarca - DJI Djibuti - DMA Dominica - EGY Egito - ESA El Salvador - UAE Emirados Árabes Unidos - ECU Equador - SVK Eslováquia - SLO Eslovênia - ESP Espanha - FSM Estados Federados da Micronésia - USA Estados Unidos - EST Estônia - ERI Eritreia - ETH Etiópia - FIJ Fiji - PHI Filipinas - FIN Finlândia - FRA França - GAB Gabão - GAM Gâmbia - GHA Gana - GEO Geórgia - GBR Grã-Bretanha - GRN Granada - GRE Grécia - GUM Guam - GUA Guatemala - GUY Guiana - GUI Guiné - GBS Guiné-Bissau - GEQ Guiné Equatorial - HAI Haiti - HON Honduras - HKG Hong Kong - HUN Hungria - YEM Iêmen - CAY Ilhas Cayman - COK Ilhas Cook - MHL Ilhas Marshall - SOL Ilhas Salomão - ISV Ilhas Virgens Americanas - IVB Ilhas Virgens Britânicas - IND Índia - INA Indonésia - IRI Irã - IRQ Iraque - IRL Irlanda - ISL Islândia - ISR Israel - ITA Itália - JAM Jamaica - JPN Japão - JOR Jordânia - KIR Kiribati - KOS Kosovo - KUW Kuwait - LAO Laos - LES Lesoto - LAT Letônia - LBN Líbano - LBR Libéria - LBA Líbia - LIE Liechtenstein - LTU Lituânia - LUX Luxemburgo - MAD Madagascar - MAS Malásia - MAW Malawi - MDV Maldivas - MLI Mali - MLT Malta - MAR Marrocos - MRI Maurício - MTN Mauritânia - MEX México - MYA Mianmar - MOZ Moçambique - MDA Moldávia - MON Mônaco - MGL Mongólia - MNE Montenegro - NAM Namíbia - NRU Nauru - NEP Nepal - NCA Nicarágua - NIG Níger - NGR Nigéria - NOR Noruega - NZL Nova Zelândia - OMA Omã - NED Países Baixos - PLW Palau - PLE Palestina - PAN Panamá - PNG Papua-Nova Guiné - PAK Paquistão - PAR Paraguai - PER Peru - POL Polônia - PUR Porto Rico - POR Portugal - KEN Quênia - KGZ Quirguistão - CAF República Centro-Africana - CZE Chéquia - MKD Macedônia do Norte - COD República Democrática do Congo - DOM República Dominicana - ROU Romênia - RWA Ruanda - SAM Samoa - ASA Samoa Americana - SMR San Marino - LCA Santa Lúcia - SKN São Cristóvão e Neves - STP São Tomé e Príncipe - VIN São Vicente e Granadinas - SEN Senegal (sede) - SLE Serra Leoa - SRB Sérvia - SEY Seicheles - SGP Singapura - SYR Síria - SOM Somália - SRI Sri Lanka - SWZ Essuatíni - SUD Sudão - SSD Sudão do Sul - SWE Suécia - SUI Suíça - SUR Suriname - THA Tailândia - TPE Taipé Chinês - TJK Tajiquistão - TAN Tanzânia - TLS Timor-Leste - TOG Togo - TGA Tonga - TTO Trinidad e Tobago - TKM Turcomenistão - TUN Tunísia - TUR Turquia - TUV Tuvalu - UKR Ucrânia - UGA Uganda - URU Uruguai - UZB Uzbequistão - VAN Vanuatu - VEN Venezuela - VIE Vietnã - ZAM Zâmbia - ZIM Zimbabwe |